# Mallama
Mallama é um município da Colômbia, localizado no departamento de Nariño.